# Дебелец (рид)
Дебелец е планински рид в Средна Стара планина, в Област Стара Загора, южно от Тревненска планина.
Рида Дебелец се издига в южната част на Средна Стара планина, над източната част на Казанлъшката котловина, с посока изток-запад, с дължина 10 км и ширина 4 км. На запад долината на Ветренска река (ляв приток на Тунджа) го отделя от югоизточните разклонения на Шипченска планина, а на изток долината на Радова река – от Твърдишката котловина. На север чрез седловина висока 550 м се свързва с Дъскарския рид на Тревненска планина.
Най-високата му точка е вр. Здравеца (834,8 м) и е разположен в средната му част. Южните, източните и западните му склонове обърнати съответно към Казанлъшката и Твърдишката котловина и долината на Ветренска река са стръмни, а северните полегати. В западната си част е проломен от Сливитовска река (ляв приток на Ветренска река).
Почвите са канелени и делувиални. Целият рид е обрасъл с дъбови гори, примесени с явор, шестил и ясен. По южните му склонове има обширни лозови масиви и овощни градини.
По южното му подножие са разположени град Николаево и село Ветрен, а по северното – селата Брестова, Дворище и Жерковец.
По южното подножие на рида от село Ветрен до град Николаево, на протежение от 10,2 км преминава участък от първокласен път № 6 ГКПП „Гюешево“ – София – Карлово – Бургас, а успоредно на него е участък от трасето на жп линията София – Карлово – Бургас.
По западното му подножие, по долината на Ветренска река, на протежение от 5 км преминава участък от третокласен път № 609 Дъбово – Трявна – Дряново, а успоредно на него е участък от трасето на жп линията Русе – Горна Оряховица – Стара Загора – Подкова.

## Топографска карта
- Лист от карта K-35-52. Мащаб: 1 : 100 000.